# Барвінок прямий
Барвінок прямий (Vínca erécta) — вид багаторічних трав'янистих рослин роду барвінок (Vinca) родини барвінкові (Apocynaceae).
Ареал виду охоплює Тянь-Шань і Паміро-Алай. Ендемік. Описано з річки Майлі у Ферганській долині.
Виростає по кам'янистих і щебнистих схилах гір, на скелях, іноді в арчевих заростях.
Розмножується переважно вегетативно, в меншій мірі насінням.
Раніше препарати з барвінку прямого були включені до Державного реєстру лікарських засобів (виключені). Лікарською сировиною були кореневище з корінням (Rhizoma cum radicibus Vincae), в яких були виявлені 66 алкалоїдів, похідних індолу, серед них — вінкамін, вінканін, вінцин та інші.